# Březí (ort i Tjeckien, Vysočina, lat 49,34, long 16,22)
Březí är en ort i Tjeckien.   Den ligger i regionen Vysočina, i den sydöstra delen av landet, 150 km sydost om huvudstaden Prag. Březí ligger 519 meter över havet och antalet invånare är 171.
Terrängen runt Březí är huvudsakligen platt, men österut är den kuperad. Terrängen runt Březí sluttar österut.Runt Březí är det ganska tätbefolkat, med 65 invånare per kvadratkilometer. Närmaste större samhälle är Velké Meziříčí, 14,8 km väster om Březí. I omgivningarna runt Březí växer i huvudsak blandskog.